# Cristiano Lombardi
Cristiano Lombardi (Viterbo, 19 de agosto de 1995), é um ex-futebolista italiano que atuava como atacante.

## Carreira
Cristiano Lombardi começou a carreira na Lazio.